# Motorola 6805

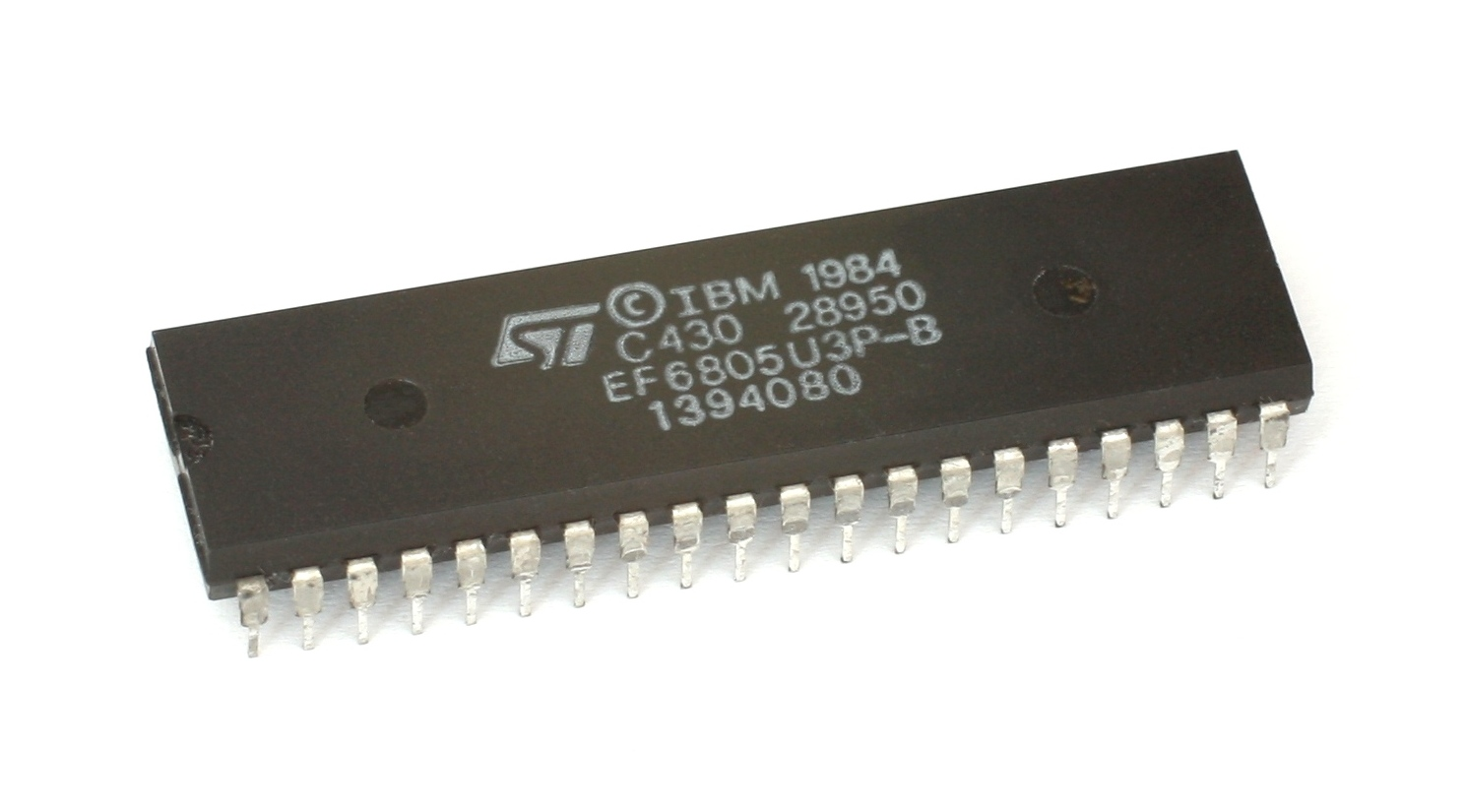
ST6805 csip, STMicroelectronics

A 6805 egy mikrovezérlő-család, amelyet eredetileg a Motorola indított útjára, majd a gyártását a Freescale folytatta.
A Motorola a 6800-as processzormag alapján fejlesztette ki a MC6805 jelölésű sorozatot, amely az első széles körben elterjedt mikrovezérlő-családdá vált. Az MC6805 család HMOS gyártási eljárással készült; a csipek a processzor mellett perifériás funkciókat, különböző méretű RAM, ROM vagy EEPROM memóriákat is magukban foglaltak és a közepes teljesítményű processzorkategóriát képviselték. Készült egy kisebb CMOS technológiával készült csipsorozat is, amit MC146805 jelöléssel forgalmaztak.
A csipek különböző változatai „MC6805” típusjelölésbe beszúrt és azt követő betű- és számkombinációval voltak megkülönböztetve. Az EPROM-mal ellátott csipeket „MC68705xx”, míg a ROM-mal szerelt csipeket „MC6805xx” szerkezetű jelöléssel látták el. Így például az MC68705P3 jelölés egy 1,8 KiB EPROM-mal és be-/kimeneti vonallal felszerelt csipet takar, amelyet gyakran használnak a billentyűzetekben. A ROM memóriával ellátott csipekbe már a gyártás során belehelyezték a szükséges programot és adatokat, maszkprogramozási eljárással (a memóriatartalmat már a fotolitográfiai maszkok hordozzák, a memóriabitek előre rögzítetten és változtathatatlanul kerülnek a szilícium-hordozóra).
A Motorola mellett a Hitachi is gyártott 6805 architektúrájú csipeket.
A 6805 csipeket az 1980-as években felváltotta a CMOS technológiájú 68HC05 csip, amelynek jellemzője a kiterjesztett utasításkészlet és a kisebb energiafelhasználás.

## Fordítás
Ez a szócikk részben vagy egészben  a   Motorola 6805 című német Wikipédia-szócikk ezen változatának fordításán alapul.  Az eredeti cikk szerkesztőit annak laptörténete sorolja fel. Ez a jelzés csupán a megfogalmazás eredetét és a szerzői jogokat jelzi, nem szolgál a cikkben szereplő információk forrásmegjelöléseként.